# Кіт Максим Вадимович
Макси́м Вади́мович Кі́т (17 січня 2003, Ромни — 3 червня 2022 Довгеньке) —український військовослужбовець, учасник російсько-української війни.

## Життєпис
Народився в м. Ромни. Навчався в Роменських школах № 3 та № 1. Потім закінчив ДПТНЗ “Недригайлівське вище професійне училище”.
У 18 років Максима було призвано на строкову службу, де він підписав контракт на проходження військової служби в Збройних Силах України.
Служив водієм мінометної батареї десантно-штурмового батальйону 95-тої окремої десантно-штурмової бригади.

## Нагороди
Орден «За мужність» III ступеня.